# Comuna Roșiile, Vâlcea
Roșiile este o comună în județul Vâlcea, Oltenia, România, formată din satele Balaciu, Cherăști, Hotăroaia, Lupuiești, Păsărei, Pertești, Pleșești, Rățălești, Romanești, Roșiile (reședința) și Zgubea. Comuna Roșiile este și localitatea natală a celebrei soliste Maria Ciobanu și a fiicei acesteia, celebra soprană Leontina Văduva (născută Leontina Ciobanu). Așezată pe Valea Șasa, la 70 km distanță de municipiul Craiova, 63 km distanță de municipiul Râmnicu Vâlcea și 35 km de Bălcești.
Există dovezi ale așezărilor umane pe aceste teritorii încă din cele mai vechi timpuri. În anul 1560 satul Roșiile dispunea de o biserică construită din lemn – lăcaș de cultură și religie – an care devine reper de atestare documentară a comunei. În anul 1633 este menționată începerea construcției unei biserici devenită mânăstire, localizată în satul Plesești, foarte aproape de centrul comunei Roșiile, terminată abia în anul 1791. Încă din anul 1904 Roșiile este declarată localitate de reședință de comună, având subordonate alte câteva localități. Evenimentele istorice din sec. al XIX-lea au fost cunoscute de către locuitorii acestei comune, fără participare directă însă, aceasta și datorită poziționării ei, la distanță relativ mare de centrele urbane ale epocii.

## Demografie
Componența etnică a comunei Roșiile
     Români (93,5%)
     Alte etnii (0,13%)
     Necunoscută (6,36%)
Componența confesională a comunei Roșiile
     Ortodocși (93,28%)
     Alte religii (0,27%)
     Necunoscută (6,45%)
Conform recensământului efectuat în 2021, populația comunei Roșiile se ridică la 2.247 de locuitori, în scădere față de recensământul anterior din 2011, când fuseseră înregistrați 2.759 de locuitori. Majoritatea locuitorilor sunt români (93,5%), iar pentru 6,36% nu se cunoaște apartenența etnică. Din punct de vedere confesional, majoritatea locuitorilor sunt ortodocși (93,28%), iar pentru 6,45% nu se cunoaște apartenența confesională.

## Politică și administrație
Comuna Roșiile este administrată de un primar și un consiliu local compus din 11 consilieri. Primarul, Dumitru Constantin[*], de la Partidul Național Liberal, este în funcție din octombrie 2020. Începând cu alegerile locale din 2024, consiliul local are următoarea componență pe partide politice:
|  | Partid                          | Consilieri | Componența Consiliului | Componența Consiliului | Componența Consiliului | Componența Consiliului |
|  | ------------------------------- | ---------- | ---------------------- | ---------------------- | ---------------------- | ---------------------- |
|  | Partidul Social Democrat        | 4          |                        |                        |                        |                        |
|  | Partidul Național Liberal       | 4          |                        |                        |                        |                        |
|  | Alianța pentru Unirea Românilor | 2          |                        |                        |                        |                        |
|  | Forța Dreptei                   | 1          |                        |                        |                        |                        |